# Verbove, Kompaniivka
Verbove (în ucraineană Вербове) este un sat în comuna Poltavka din raionul Kompaniivka, regiunea Kirovohrad, Ucraina.

## Demografie
Componența lingvistică a localității Verbove
     Ucraineană (98,15%)
Conform recensământului din 2001, majoritatea populației localității Verbove era vorbitoare de ucraineană (98,15%), existând în minoritate și vorbitori de armeană (1,85%).